# Zalana
Zalana je naselje in občina v francoskem departmaju Haute-Corse regije - otoka Korzika. Leta 2006 je naselje imelo 149 prebivalcev.

## Geografija
Kraj leži v vzhodnem delu otoka Korzike ob robu naravnega regijskega parka Korzike, 82 km južno od središča Bastie.

## Uprava
Občina Zalana skupaj s sosednjimi občinami Aléria, Ampriani, Campi, Canale-di-Verde, Chiatra, Linguizzetta, Matra, Moïta, Pianello, Pietra-di-Verde, Tallone, Tox in Zuani sestavlja kanton Moïta-Verde s sedežem v Moïti. Kanton je sestavni del okrožja Corte.